# Spoorlijn Moldava nad Bodvou – Medzev
De spoorlijn Moldava nad Bodvou – Medzev (lijnnummer 168) is een regionale enkelsporige niet-geëlektrificeerde lijn in het zuidoosten van Slowakije die Moldava nad Bodvou en Medzev met elkaar verbindt. Op de regionale spoorkaart is deze lijn aangeduid met het nummer 32.

## Geschiedenis

De spoorlijn Moldava nad Bodvou – Medzev ligt in het zuidoosten van Slowakije, en sluit aan op de lijn Košice- Zvolen.

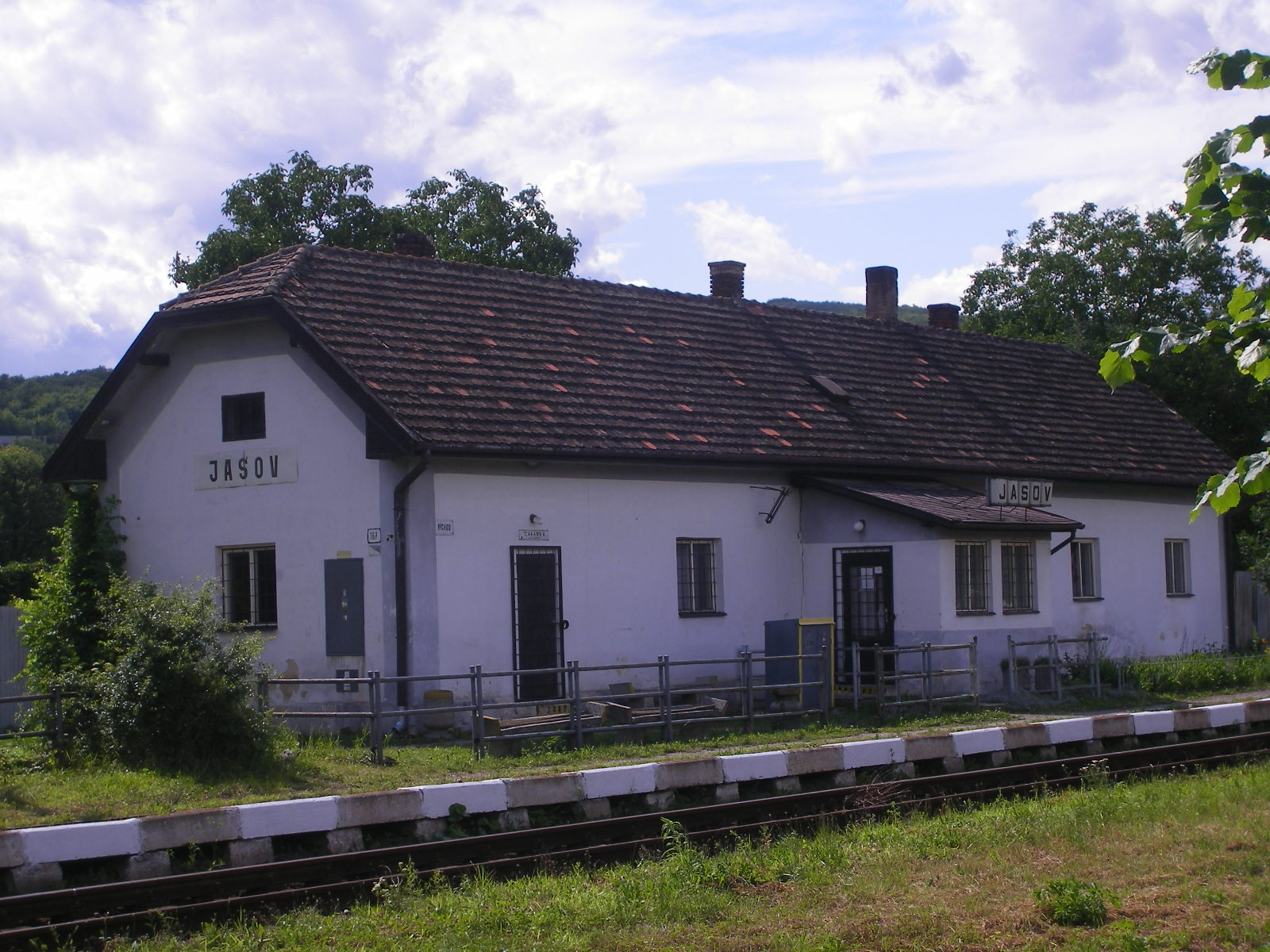
Station Jasov.

De aansluiting van Medzev op het spoorwegnet was slechts mogelijk na de aanleg van de lijn van Barca naar Turňa nad Bodvou via Moldava nad Bodvou.
De verbinding tussen het mijnstadje Medzev en Moldava nad Bodvou leidt door de vlakke Bodva-vallei  en werd op 1 augustus 1894 in gebruik werd genomen, samen met de aftakking naar Baňa Lucia .
Voorafgaand aan de ingebruikname werd de lijn op 26 augustus 1893 door het Hongaarse Ministerie van Handel in concessie gegeven aan de Kassa-Tornai helyi érdekú vasut (vertaald: "Lokale spoorweg Košice - Turňa nad Bodvou").
Na de ineenstorting van het Oostenrijks-Hongaarse Rijk in oktober 1918 en de oprichting van de nieuwe staat Tsjecho-Slowakije, werd spoorlijn 168 overgedragen aan de nieuw opgerichte Tsjecho-Slowaakse Staatsspoorwegen (ČSD). Vanaf de jaren 1930 gebruikte de ČSD moderne motortreinen, wat een aanzienlijke verkorting van de reistijd impliceerde. In de zomerdienstregeling van 1938 stonden zeven treinparen vermeld.
Na de Eerste Scheidsrechterlijke Uitspraak van Wenen (1938) keerden de overwegend door Hongaren bevolkte gebieden nabij de grensstreek tussen Tsjecho-Slowakije en Hongarije, terug naar Hongarije. Hetzelfde gold voor spoorlijn 168 tussen Medzev en het voor de gelegenheid nieuw aangelegde grensstation Počkaj (2,60 km). De maatschappij MÁV (Hongaarse Staatsspoorwegen) werd opnieuw de exploitant van de overgehevelde route (tot 1945).
Vanaf de grenswijziging in 1938 exploiteerde de Slowaakse Spoorweg "Slovenské železnice" (SŽ) het korte resterende Slowaakse gedeelte (Počkaj - Moldava nad Bodvou) (12,7 km) als een eilandje tussen de andere lijnen. In de zomerdienstregeling van 1941 reden dagelijks twee paar grensoverschrijdende passagierstreinen tussen Moldava nad Bodvou en Medzev, waarbij het verblijf op het grensstation Počkaj gewoonlijk ongeveer een half uur duurde.
Na de Tweede Wereldoorlog werd spoorlijn 168 in haar totaliteit opnieuw geïntegreerd in het netwerk van de heropgerichte Tsjecho-Slowaakse Staatsspoorwegen (ČSD). In de jaren 1950 reden maximaal tien paar passagierstreinen per dag.
Op 1 januari 1993 werd de lijn als gevolg van de Fluwelen revolutie en de daaraan verbonden ontbinding van de Tsjechische/Slowaakse Federale Republiek, overgedragen aan de nieuw opgerichte maatschappij: Spoorwegen van de Slowaakse Republiek (ŽSR).

## Treindienst
Op 2 februari 2003 beëindigde de ŽSR de dienst van de passagierstreinen. De laatste jaarlijkse dienstregeling (jaar 2002) telde vijf paar reizigerstreinen per dag. De reistijd tussen Moldava nad Bodvou en Medzev bedroeg toen 28 minuten.
Lijn 168 blijft in dienst voor het goederenverkeer: in hoofdzaak voor het vervoer van hout (boomstammen).
In 2015 werd bij de halte Moldava nad Bodvou mesto een moderne overstaphalte voor het bus/treinverkeer gebouwd. Sedertdien hebben de passagierstreinen die voorheen van Košice naar Turňa nad Bodvou reden, ook een halte in Moldava nad Bodvou mesto.

## Stations en haltes

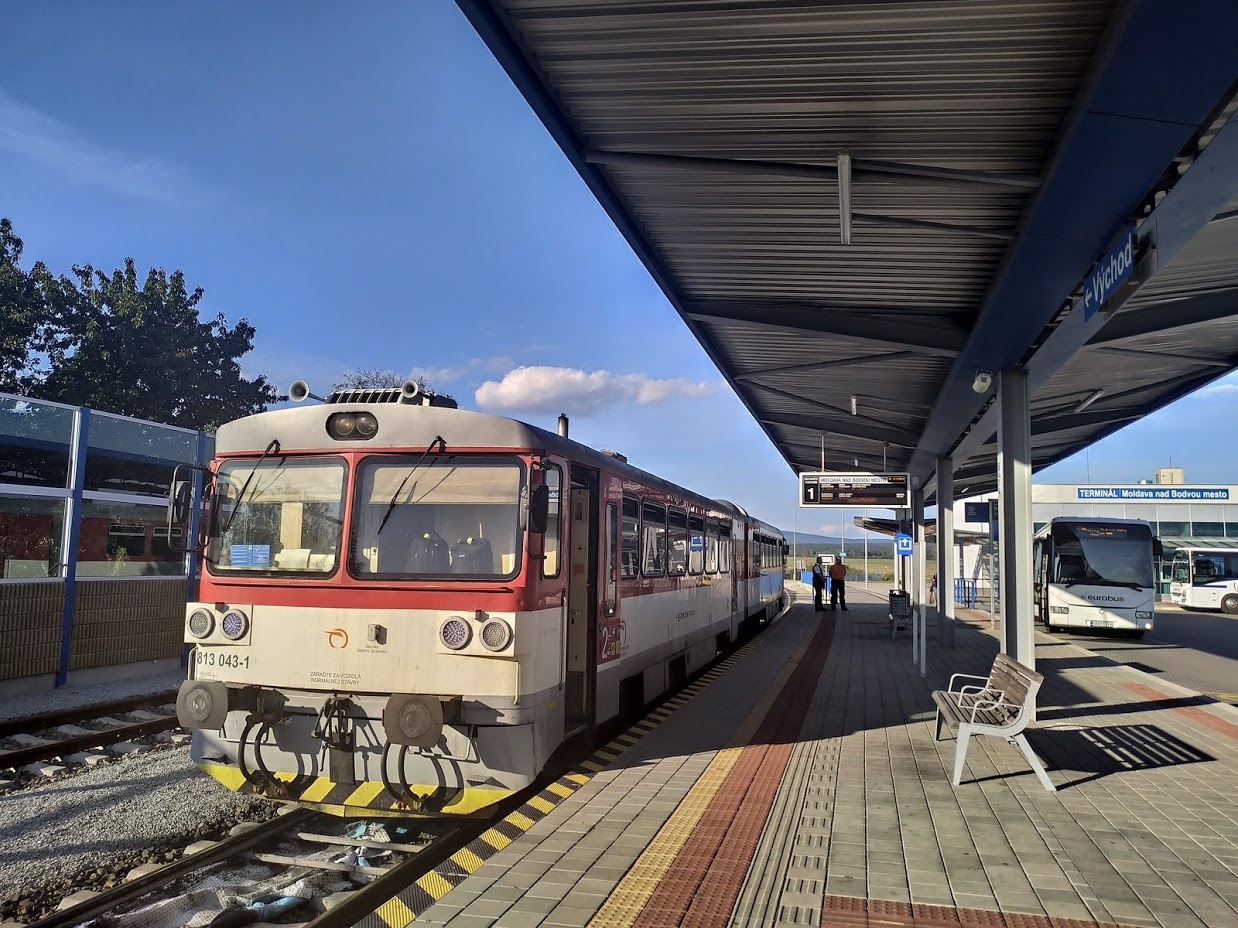
Station Moldava nad Bodvou mesto:
overstapplaats tussen bus en trein.

De lijn bedient de volgende station (s) en haltes:
| Afstandspunt | Station/stopplaats       | Commentaar                                                                               |
| ------------ | ------------------------ | ---------------------------------------------------------------------------------------- |
| 0,000        | Moldava nad Bodvou (s)   | • Vertakking naar spoorlijn 160 (Zvolen – Košice). • Werkzetel van de treindienstleider. |
| 1,300        | Moldava nad Bodvou mesto | Overstapstation tussen openbare autobussen en treinen.                                   |
| 5,491        | Debraď                   |                                                                                          |
| 10,181       | Jasov (s)                |                                                                                          |
| 12,760       | Počkaj (s)               |                                                                                          |
|              |                          | • Vertakking naar Baňa Lucia . • Voormalige staatsgrens Hongarije/Slowakije (1938-1944)  |
|              |                          | Onderbrugging voor de rivier Borzov                                                      |
| 15,358       | Medzev (s)               |                                                                                          |